# Jason Newsted
Jason Curtis Newsted (Battle Creek, 4 de março de 1963) é um baixista e vocalista estadunidense mais conhecido por seu trabalho na banda de heavy metal Metallica. Ele também foi membro do Voivod após a saída do Metallica. Jason é o fundador da Chophouse Records, um selo de gravação com sede na Califórnia. Seu último trabalho razoavelmente relevante foi como frontman da banda NEWSTƎD de 2012 a 2014.

## Carreira
O primeiro concerto visto por Jason Newsted foi de Ted Nugent em 1975. Antes de seguir como músico profissional, Jason trabalhou como chapeiro, pizzaiolo e motorista de caminhão.

### Flotsam & Jetsam
O início da carreira musical de Jason Newsted foi na banda Flotsam & Jetsam com seu álbum Doomsday for the Deceiver, de 1986. Jason escreveu a maioria das letras do álbum.

### Entrada no Metallica
Após a morte de Cliff Burton em setembro de 1986, o Metallica começou a procurar um novo baixista. Jason Newsted fez um teste junto com cerca de 30 outros baixistas e venceu a disputa. Sua primeira apresentação com a banda foi no Country Club em Reseda, na Califórnia. Entretanto, a iniciação junto à entristecida banda não foi fácil. Jason era frequentemente alvo de brincadeiras de mau gosto e colocado em situações ridículas, o que só piorou com o passar do tempo. Ele estreou no quarto álbum de estúdio da banda, ...And Justice for All, que foi alvo de controvérsia e crítica por sua produção mal feita — notadamente a ausência de um baixo identificável. Jason afirmou que isso foi mais uma humilhação da parte de James Hetfield e Lars Ulrich, embora James e Lars tenham afirmado que também ficaram desapontados com a produção do álbum, além das linhas de baixo de Jason seguirem muito de perto as linhas das guitarras a ponto de se tornarem indistinguíveis. De uma forma ou de outra, o álbum alcançou o sexto lugar nas paradas e projetou a banda para o sucesso.
Em 1991 o Metallica lançou seu álbum homônimo, que levaria a banda ao topo do estrelato. Após uma longa turnê, o grupo tirou férias e, ao retornar, surpreendeu os fãs com Load, em 1996. Este foi seguido por ReLoad e Garage Inc. Na capa do álbum Garage Inc., James, Lars e Kirk aparecem juntos, enquanto Jason Newsted está sozinho, afastado deles. Em seguida veio S&M, depois o popular single "I Disappear" — presume-se que o baixo de "I Disappear" foi gravado pelo produtor Bob Rock e não por Jason Newsted, uma vez que Jason estava de férias na época e a gravação tinha prazo, porque seria trilha do filme Mission Impossible II.
Em 1998, Jason contribuiu com o álbum Psyence Fiction, do grupo de música eletrônica UNKLE.

### Saída do Metallica
Quando eram feitos novos planos para entrada em estúdio, Jason Newsted deixou o Metallica em 17 de janeiro de 2001. Sua declaração revelou que sua partida deveu-se a "razões pessoais e danos físicos causados a mim mesmo ao longo dos anos pela forma de tocar a música que amo". Em uma entrevista para a revista Playboy, Jason revelou que tinha vontade de lançar um álbum com sua banda Echobrain. O fato de Jason começar a se preocupar e direcionar seus esforços em um projeto paralelo gerou tensão no Metallica. James Hetfield sempre foi contra a ideia e disse que "quando alguém tem um projeto paralelo, leva embora parte da força do Metallica". Jason replicou citando as contribuições de James em outros projetos musicais. E James disse que seu nome não estava naqueles projetos, e ele não estava tentando vendê-los, e ponderou questões como "Quando isso iria acabar?", "Isso é uma banda?", "Você vai entrar em turnê?", "Vai vender camisetas?". Jason foi demitido da banda pelo manager Peter Mensch, alegadamente a pedido de James Hetfield.

### Echobrain
Jason co-fundou um projeto paralelo chamado Echobrain. Eles entraram em estúdio para gravar demos com a ajuda de vários instrumentistas, incluindo o então colega de Jason no Metallica, Kirk Hammett, e o ex-Faith No More Jim Martin. O projeto foi idealizado pelo próprio Jason Newsted, que mais tarde afirmou ter gasto muito dinheiro nele. Echobrain acabou se tornando um fracasso comercial com Jason deixando a banda em agosto de 2002.
No documentário Some Kind of Monster, Lars Ulrich, Kirk Hammett e o produtor Bob Rock aparecem em um show do Echobrain. Após a apresentação, eles esperavam cumprimentar Jason Newsted, mas Jason, de forma suspeita, não foi encontrado em nenhum lugar. Embora tenha sido revelado por Kirk que ele se encontrou com Jason fora do local e conversou com ele lá.

### Voivod
A última formação do Voivod contou com três de seus membros fundadores: Denis Bélanger (conhecido como "Snake", vocalista), Denis D'Amour ("Piggy", guitarrista), Michel Langevin ("Away", baterista), com Jason Newsted ("Jasonic"). Denis D'Amour morreu aos 45 anos em 26 de agosto de 2005 devido a complicações de câncer de colo. Sua última gravação foi Katorz ("cartorze" em francês, escrito de uma forma alternativa), lançado em julho de 2006. O álbum é baseado em riffs encontrados no laptop do guitarrista. Pouco antes de sua morte, ele deixou instruções a seus companheiros de banda sobre como usá-los.

### Ozzy Osbourne
Jason Newsted substituiu o baixista Robert Trujillo na banda de Ozzy Osbourne durante o Ozzfest de 2003 (Robert Trujillo foi justamente o substituto de Jason no Metallica). O Voivod também tocou neste festival. Durante uma entrevista para a MTV, Jason e Ozzy mostraram bastante entusiasmo quanto a escrever um álbum juntos, com Ozzy comparando Jason a "um jovem Geezer Butler". Entretanto, tais expectativas não puderam ser confirmar, com Jason deixando a banda de Ozzy no final da turnê em 2003. Ele foi substituído por Rob Nicholson, baixista de Rob Zombie.

### Rock Star Supernova
Jason Newsted participou do Rock Star Supernova, um supergrupo criado para o reality show de TV Rock Star: Supernova, em 2006. O programa montou a banda "Supernova" (com o baterista Tommy Lee e o guitarrista Gilby Clarke), que procurava por um vocalista e começou em 3 de julho, com um episódio exclusivo pela internet, tendo a estreia na TV em 5 de julho. Em 13 de setembro, Lukas Rossi foi declarado o vocalista vencedor.

### NEWSTƎD
Em dezembro de 2012, Jason anunciou a formação de sua própria banda chamada NEWSTƎD com o baterista Jesus Mendez Jr e o guitarrista Jessie Farnsworth, contando também alguns meses depois com o guitarrista Mike Mushok da banda Staind. Um EP contendo quatro músicas inéditas chamado Metal foi lançado em 8 de janeiro de 2013. O álbum de estreia intitulado Heavy Metal Music foi lançado em 6 de agosto de 2013. No início de 2014, Jason oficializou o encerramento da banda após perder uma enorme quantidade de dinheiro.

### Jason Newsted and the Chophouse Band
Em agosto de 2016, depois de ficar fora dos olhos do público por dois anos, Jason anunciou que havia formado um novo grupo acústico chamado Jason Newsted and the Chophouse Band, e havia agendado várias apresentações durante o outono.

### Demos
Quando Jason ainda era um membro do Metallica ele criou várias demos durante os períodos de seu tempo livre, nos quais ele sempre atuava como vocalista. O mais conhecido sendo aqueles feitos sob os nomes de IR8 e Sexoturica.
O nome Sexoturica é a combinação dos nomes das três bandas dos músicos envolvidos neste projeto, (Sepultura + Exodus + Metallica = Sexoturica), enquanto que IR8 é a abreviação de Irate.
Com o IR8 foi realizado uma demo em 1994, além de Jason a banda contava com Devin Townsend (guitarrista do Strapping Young Lad) e Tom Hunting (baterista do Exodus).
Com o Sexoturica foi realizado uma demo em 1995, novamente com os remanescentes Jason e Hunting, mas desta vez a banda contava com Andreas Kisser (guitarrista do Sepultura).
Naquele mesmo ano, foi realizado outra demo com o nome de Quarteto da Pinga, o que seria uma continuação do Sexoturica, com a inclusão de Robb Flynn (guitarrista do Machine Head).
Em 2002, foi lançado através do selo Chophouse Records um álbum de compilação em "edição limitada" intitulado IR8 Vs. Sexoturica, o álbum contem seis músicas que nunca haviam sido liberadas.

## Discografia

### Flotsam and Jetsam
- Doomsday for the Deceiver (1986)

### Metallica
- ...And Justice for All (1988)
- Black Album (1991)
- Load (1996)
- ReLoad (1997)
- Garage Inc. (1998)
- S&M (1999)

### Echobrain
- Echobrain (2002)
- Strange Enjoyment (2002) (EP)

### IR8/Sexoturica
- IR8 vs. Sexoturica (2002)

### Papa Wheelie
- Unipsycho (2002)
- Live Lycanthropy (2002)

### Voivod
- Voivod (2003)
- Katorz (2006)
- Infini (2009)

### Rock Star Supernova
- Rock Star Supernova (2006)

### Tina Turner & Elisa Toffoli
- Teach Me Again (2006) (Single)

### Newsted
- Metal EP (2013)
- Heavy Metal Music (2013)